# 大阪金剛インターナショナル小学校・中学校・高等学校
大阪金剛インターナショナル小学校・中学校・高等学校（おおさかこんごうインターナショナルしょうがっこう・ちゅうがっこう・こうとうがっこう）は、大阪府大阪市住之江区南港北二丁目に所在する私立小学校・中学校・高等学校。

## 概要
本校は、在日韓国人子弟の教育のために作られた学校だが、日本の学校教育法で定められた「一条校」でもある。在日韓国人のための学校と思われがちだが、国籍に関係なく入学できる。教員は主に韓国政府からの派遣教師、在日韓国人教師、そして日本人教師で構成されている。
朝鮮語や韓国の地理・歴史・文化などに関する科目を文部科学省で定められた教育課程内で実施している。また、グローバル人材の育成を、日韓両国の教員の協同でおこなうことを目標としている。
高等学校では、特進コースを設けて日本の大学と韓国の大学への進学希望者に対応したカリキュラムも組まれている。
また、英語教育については、小学校1年生から学習しており、中学校については、大手英会話学校との契約による授業を展開している。さらには、英検対策に重点を置いており、主に放課後に対策授業を実施している。
朝鮮語教育については、小学校から一部教科においてイマージョン教育を実施する等、初等教育の段階で基礎的な語学力を習得できるよう取り組んでいる。
日本と韓国の両方から認可されているために、日韓両方の大学へ進学が可能である。日本の大学については、同志社大学法学部をはじめ、各校に指定校推薦を有している。

なお、授業料は高校で年間483,360円（2020年現在）で、一般的な私立高等学校と比較しても低い水準となっている。また、高校授業料無償化制度による私立高校生等就学支援推進校であるので、世帯の年収によっては、授業料が無償となる。小中学校の授業料に関しても、他の私学に比べて低い水準ととなっている。

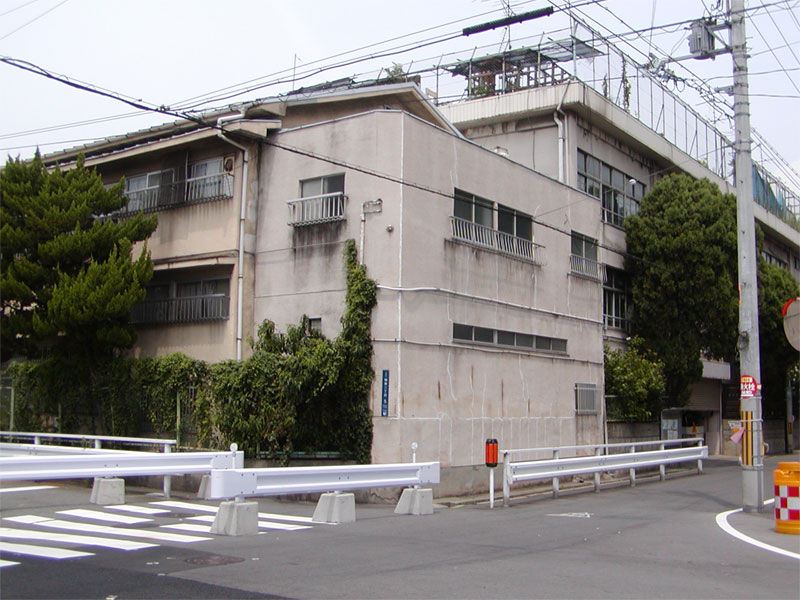
西成区の旧校舎（2007年7月撮影）

かつて大阪市西成区梅南2丁目（大阪市立梅南小学校の東隣）に校舎を設置していたが、なにわ筋の西成区中心部への延伸工事に伴って同校校舎の一部が道路予定地にかかることから、2007年に同市住之江区咲洲コスモスクエア地区に校舎を移転した。旧校舎跡地は一部が道路となり、残りの跡地はスーパーライフ西天下茶屋店となった。
奨学金　：　「金剛学園就学支援制度」のもと、学業奨励奨学金やスポーツ奨励奨学金をはじめとする様々な奨学金を支給している。また、韓国語能力試験（TOPIK）や英検の各級合格者に支給される語学奨励金や、2020年度より成績優秀者を対象とした特別奨学金制度が実施される等、児童生徒の学力・能力向上に積極的な支援を行なっている。

金剛学園小学校　３つのポリシー

アドミッションポリシー（入学者受入方針）

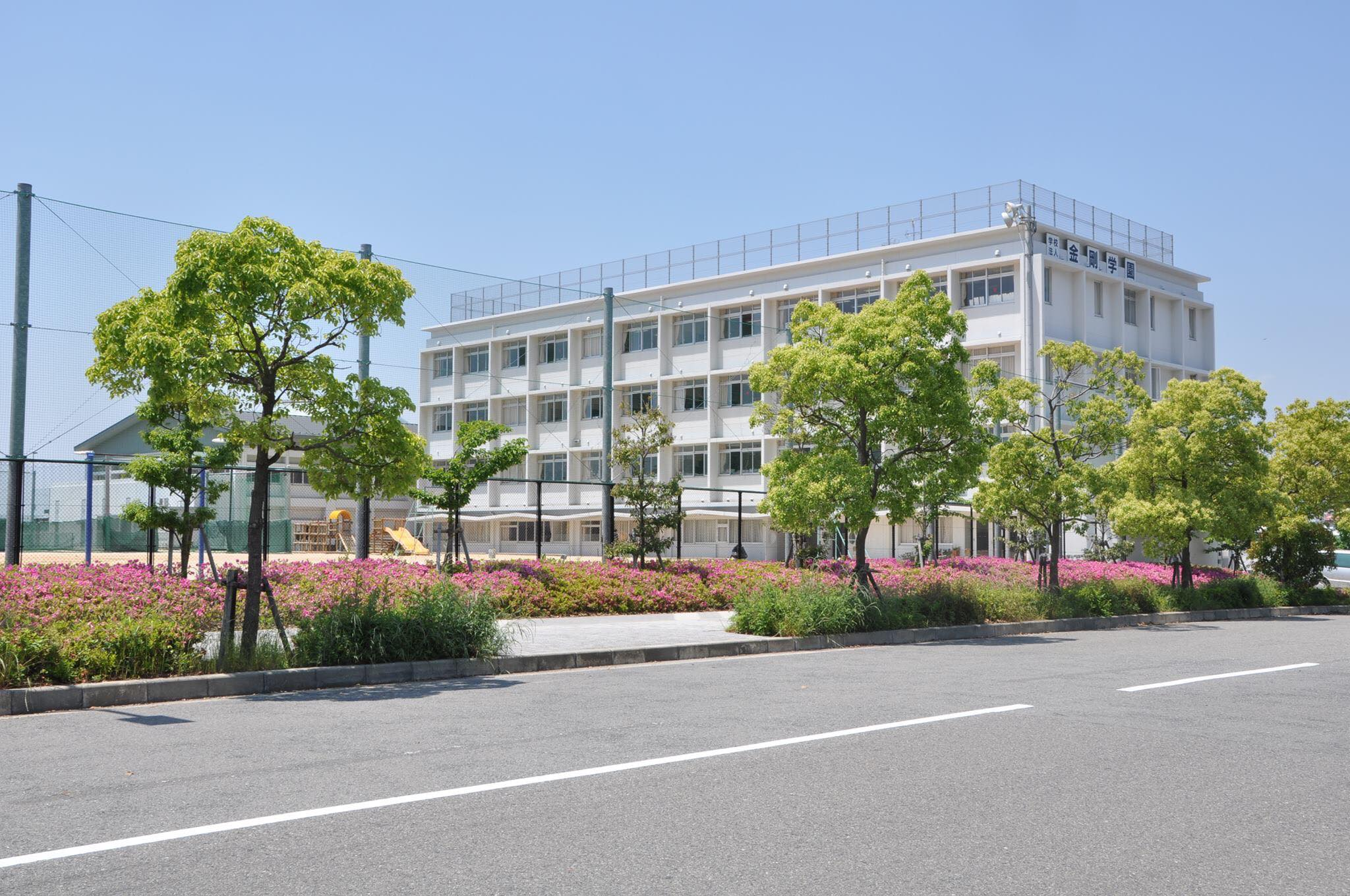
金剛学園、現在の校舎

1. 本学園の教育理念や方針に賛同できる児童・保護者
2. 異文化理解、国際交流に積極的な児童・保護者
3. 学習意欲と探究心が旺盛で、心身ともに健やかな児童
4. 自らを律し、他者と協調しながら行動できる児童
5. 多様な世代に敬意を払いつつ、柔軟に接する心を持つ児童

カリキュラムポリシー（教育課程の編成方針）
1. 確かな基礎学力の定着を図り、個々の更なる応用力を伸ばす指導を行います。
2. 少人数制指導のもと、児童一人ひとりの能力や適性を見極め、教職員の協働により、きめ細やかな教育活動を実践します。
3. 朝鮮語・英語・日本語を基盤とした語学力を身につけるとともに、豊かな国際感覚を育成します。
4. グローバル社会において活躍できるよう自己理解を深め、他者を理解し尊重できる心を醸成します。
5. 社会規範を遵守し、また、慈しみをもって多様な世代に礼を尽くし、倫理観を持つ人材を育成します。

ディプロマポリシー（卒業認定方針）
1. 自他共に理解し尊重する心を持ち、自ら積極的に行動し社会に貢献できる意欲と資質をもった者
2. 学力・語学力を駆使してコミュニケーション能力を発揮する力を身につけた者
3. 礼儀正しく、他者を配慮し、ともに協力し合う人間力を身につけた者

金剛学園中高等学校　３つのポリシー

アドミッションポリシー（入学者受入方針）
1. 本校の教育理念及び方針に賛同できる生徒
2. 異文化を理解しようとし、国際交流に積極的な生徒
3. 夢と希望を持ち、人間的に強くなりたいと思う生徒
4. 主に大学進学を目指し、学力の向上を目指す生徒
5. 礼儀正しく、規則正しい生活ができ、学校や社会の規範を守ることができる生徒

カリキュラムポリシー（教育課程の編成方針）
1. 朝鮮語、英語、日本語を言語としてだけでなく、その背景にある歴史や文化を深く理解することによって自己を深く理解し、多文化共生社会を生き抜く真の力と学力を養います。
2. 少人数による日々のクラス活動や教師との深い交わりの中で礼儀礼節を学び、小・中・高合同のたて割り行事や国籍の異なる環境の中で幅広い人間関係を築きながら、自分自身（自国）を知り、他者（他国）を尊重することの大切さを学びます。
3. 幅広い教養と論理的思考を身につけると同時にその盲点を捉え、理解し、難関大学受験に必要な学力のみならず、創造的かつ革新的な素養を身につけます。
4. 主体的に活動できる探究活動、職業体験、海外留学や韓国への語学研修や数多くの国際交流を通じて、韓国・日本だけでなく地球規模の視野で物事を捉える力と発想の転換ができる人材を育成します。

ディプロマポリシー（卒業認定方針）
1. 複数言語を深く習得し、自国と自身のアイデンティティに関して自信と自覚をもって語り、伝える能力を身につけた者
2. 礼儀正しく、他者を配慮し、協同できる力を身につけた者
3. 物事の本質を捉え、見抜く力、自省できる力を身につけた者
4. 地域社会や地球規模における社会的役割を希求し、行動する意欲と資質をもった者

## 沿革
- 1946年 - 西成朝鮮人教育会結成。西成ウリ学校として、西成区で開校。
- 1949年 - 朝鮮小学校閉鎖令が出されたことに伴い、一時授業中止。
- 1950年 - 日本文部省から財団法人金剛学園設立認可 金剛小学校設立認可 金剛小学校が西成区梅南通（現在の西成区梅南2丁目）に開校。
- 1951年 - 学校法人金剛学園に変更認可。
- 1954年 - 金剛中学校が開校。
- 1960年 - 金剛高等学校が開校。
- 1960年 - 韓国文教部金剛中高等学校認可。
- 1968年 - 大阪韓国中高等学校に校名変更。
- 1985年 - 金剛学園中高等学校に校名変更。日本の学校教育法に基づく一条校として認可される。
- 1986年 - 校名懸板式。
- 1996年 - 金剛学園設立50周年記念式挙行。
- 2007年 - 住之江区の新校舎へ移転。
- 2008年 - 高等学校特進コース開設。人工芝テニスコート敷設。
- 2009年 - テコンドー道場 “金剛修錬館” 開館。
- 2014年 - 小学校1年生より朝鮮語と日本語の両方を使ったバイリンガル授業を開始。
- 2016年 - 小学校1年生より朝鮮語と日本語及びネイティブ講師による英会話と合わせてトリリンガル授業を開始。
- 2019年 - 崔潤理事長就任。
- 2020年 - 新型コロナウイルス感染症により、4月中旬から臨時休校期間中にオンライン授業を実施。
- 2021年 - 大阪金剛インターナショナル小中高等学校に校名変更。

## 交通
- ニュートラム トレードセンター前駅 西へ約600m
- Osaka Metro「コスモスクエア駅」 南西へ約800m
- 小学生向けにスクールバスによる送迎を行っている。